# Annie Kenney
Annie Kenney ur. 13 września 1879 r. w Springhead, zm. 6 lipca 1953 r. w Hitchin – angielska sufrażystka i wiodąca postać w Women’s Social and Political Union (WSPU).
Była czwartą córką Nelsona Horatio Kenneya i Anne Wood. W wieku dziesięciu lat zaczęła pracę w fabryce bawełny i poszła do szkoły. Trzy lata później dołączyła do fabryki w pełnym wymiarze godzin jako asystent tkacza i kontynuowała tam pracę przez kolejne 15 lat. Pogłębiała swoją wiedzę przez samokształcenie. Wstąpiła do WSPU, podobnie jak jej siostra Jessie Kenney po tym, jak usłyszały przemówienie Teresy Billington-Greig i Christabel Pankhurst.
W 1905 r. Annie Kenney została aresztowana na trzy dni po zakłóceniu politycznego spotkania z Winstonem Churchillem i Edwardem Grayem. Nowe aresztowanie nastąpiło rok później, kiedy Kenney chciała spotkać premiera Herberta Henry'ego Asquitha. Pomimo wielokrotnych aresztowań Kenney kontynuowała wojowniczą kampanię. Podczas I wojny światowej współpracowała z Pankhurst, propagując pracę kobiet w przemyśle wojennym. Poślubiła Jamesa Taylora (1893–1977), z którym miała syna urodzonego 4.02.1921 roku. Warwick Kenney-Taylor, syn Annie, został inżynierem i służył w Fleet Air Arm podczas II wojny światowej, gdzie do jego obowiązków należało wsparcie lotnicze konwojów arktycznych. W 1953 r. Kenney zmarła na cukrzycę w szpitalu w Hitchin. Jej prochy zostały następnie rozrzucone na wrzosowisku Saddleworth.